# Juan Manzur
Juan Luis Manzur (San Miguel de Tucumán, 8 gennaio 1969) è un politico e chirurgo argentino.
Dal 20 settembre 2021 è capo di gabinetto dei ministri dell'Argentina.

## Biografia
Nato da una famiglia di origine libanese, ha studiato medicina presso l'Università Nazionale di Tucumán. Dopo essersi specializzato ha frequentato un master presso l'Università di Buenos Aires.
La sua carriera politica è iniziata con la nomina a segretario alla Salute nel partido di La Matanza, nella provincia di Buenos Aires. Successivamente è stato nominato viceministro della Salute della provincia di San Luis. Nel 2003 Manzur è stato nominato ministro della Salute della provincia di Tucumán da parte del governatore José Alperovich. Durante il suo mandato ha conseguito importanti risultati nella lotta contro la mortalità infantile e ha ristrutturato la rete ospedaliera provinciale.
Nel 2007 è stato eletto vicegovernatore della provincia di Tucumán. Due anni più tardi Manzur è stato nominato dalla presidente argentina Cristina Fernández de Kirchner ministro della Salute al fine di contrastare l'epidemia di febbre suina. Durante il suo mandato fu emanata una legge a tutela dei malati psichiatrici, una legge volta alla prevenzione dal consumo del tabacco ed una legge per la prevenzione del consumo di sodio. 
Con le elezioni del 23 agosto 2015 Manzur, con Osvaldo Jaldo come vice, è stato eletto nuovo governatore della provincia di Tucumán con il 51.64% dei voti.
Nelle elezioni provinciali del 2019 Manzur è stato rieletto governatore con il 50,8% delle preferenze.
In seguito alla crisi di governo scaturita per pessimi risultati conseguiti dall'alleanza di governo alle elezioni primarie del settembre 2021, Manzur, nonostante i contrasti con il vice Jaldo, è stato nominato nuovo capo di gabinetto andando così a rimpiazzare Santiago Cafiero.

## Controversie
Nonostante il suo allineamento al kirchnerismo Manzur è contrario all'aborto e ha dichiarato Tucumán provincia "pro-vita". Le posizioni del governatore tucumano sono emerse drammaticamente quando ad una bambina undicenne, rimasta incinta dopo uno stupro, fu praticato un parto cesareo dopo 23 settimane di gestazione e non un aborto nonostante la legge lo prevedesse.